# Morýsovy domy
Morýsovy domy jsou od roku 2001 kulturní památkou České republiky. Nacházejí se na třídě Tomáše Bati východně od centra Zlína.
Dvojice osmipatrových obytných domů byla postavena v roce 1947. Autorem projektu byl Miroslav Drofa (1908–1984). Domy dostaly název podle tehdejšího předsedy Národního výboru Velkého Zlína Viléma Morýse (1904–1948).
Projekt spojuje tradiční baťovskou architekturu (železobetonová kostra a spárované cihlové zdivo) s poválečnou koncepcí výškových domů poskytujících kompletní občanskou vybavenost jako restaurace, jesle, klubovny nebo odpočinkové terasy. Každý z apartmánových domů má 97 bytů, orientovaných podél centrálních chodeb.
Domy se objevily ve filmu Zbyňka Brynycha Smyk (1960).
Podle Morýsových domů je pojmenována zastávka MHD.